# Parexarnis dormitans
Parexarnis dormitans là một loài bướm đêm trong họ Noctuidae.